# 细叶野马鬃
细叶野马鬃（学名：Polytrichastrum longisetum）为金发藓科拟金发藓属下的一个种。其种加词“longisetum”意为“细长的”。